# 榎木さりな
榎木 さりな（えのき さりな、本名: 榎木 紗理奈、1996年9月11日 - ）は、日本の女優。東京都出身。浅井企画所属。小野妹子・小野小町らを輩出した小野氏の末裔を名乗っている。

## 来歴・人物
- 特技・趣味は水泳、バドミントン、バスケットボール、ヨガ、ドラム、アコースティックギター
- 英検3級、漢検3級、野菜スペシャリストの資格を持つ。
- 「大好きなクレープが食べられるかも」という理由でカフェクレープイメージガールに応募し見事選ばれる（CREPES2013）。
- 友達の付き沿いで付いて行ったシンデレラ主催「原宿ミスコン」に急遽出場することになり、結果グランプリに選ばれる。グランプリの特典としてワタナベエンターテイメントカレッジでのレッスン特待生として1年間受講し卒業。
- ワタナベエンターテイメントカレッジの卒業公開オーディションで、約70社の事務所からオファーを受け、各事務所と面談後に浅井企画に所属となる。
- 2017年8月、『バックイン・ミレニアム』にて初舞台[2]。
- 2017年12月、モナコ国際映画祭にて、短編部門・最優秀女優賞を受賞（横山浩之監督・「おとめ桜」）[3]。
- 小野妹子の子孫を自称している[4][注釈 1]。
- 2018年2月5日よりYouTubeにて「浅井企画 俳優部チャンネル」が配信開始[6]。若手女優同年代メンバー6名（えのきの他に、福田マナミ、瀬間彩海、横井日那乃、七星ありす、岩戸千晴）と、MC平子悟が出演。
- 「浅井企画俳優部チャンネル」のレギュラーメンバー「パピプペポ〜ン」のリーダーに、「収録当日の入りが一番遅かったので」という理由だけで選ばれる。
- 2018年、7年ぶりに復活した「ミスマガジン2018」(講談社)のベスト16に選ばれる[7][8][9][10]。
- 2018年5月1日放送の『AbemaPrime』（AbemaTV）にミスマガジン2018ベスト16のメンバーと出演した際に、MCであるケンドーコバヤシのイチオシとして選ばれた。
- 2018年5月6日放送の『サンデージャポン』（TBSテレビ）の今週のニュース第2位で、「『ミスマガジン』7年ぶりに復活！候補者に小野妹子の末裔が登場」と取り上げられる。
- 先述のミスマガジンではグランプリ受賞を逃したものの、ミスマガジン2018アンバサダーの小倉優香(現在の小倉ゆうか)が、ベスト16の中で「猟奇的な彼女」「セッション (映画)」が好きな映画が一緒ということで興味をもって１票を入れる動画が話題になる。
- 2020年より芸名を「えのきさりな」から「榎木さりな」に改名する[11]。

## 出演

### 映画
- 先輩と彼女（2015年、池田千尋監督）
- 闇金ドッグス3（2016年、土屋哲彦監督）
- おやじの釜めしと編みかけのセーター（2016年、八名信夫監督）- 準主役 宮沢千鶴 役
- おとめ桜（2017年、横山浩之監督）- ヒロイン おとめ 役[12][3]
- ママレード・ボーイ（2018年4月27日公開、廣木隆一監督） - 遠藤香奈 役[13]
- ぬくもりの内側（2023年イオンエンターテイメント公開、田中壱征監督） - エピソード１ヒロイン・新垣裕子 役

### ドラマ
- 山本周五郎人情時代劇 第四話「お美津簪」（2015年、BSジャパン）- ヒロイン・お美津 役[14]
- 火花（2016年、Netflix、久万真路監督）
- サクラ咲く（2016年、NOTTV、辻村深月原作、池田千尋監督）- 川本芽衣役
- 痛快TVスカッとジャパン（2016年、フジテレビ系）- 早川なおみ 役
- 超入門!落語 THE MOVIE「木乃伊取り」（2017年、NHK 総合） - かしく花魁 役[15]
- 15歳、今日から同棲はじめます。（2018年4月6日 - 、TOKYO MX） - 深川杏里 役 [16][17][18][19][20]
- 日曜劇場「下町ロケット」（2018年、TBSテレビ）- 佃製作所・田中桃 役
- ウインターカップドラマ企画「DREAM NOTE」（2018年、GYAO!） - ヒロイン・咲良 役
- 日曜ワイド「京都南署鑑識ファイル12」（樹下直美監督、2019年、テレビ朝日） - 板垣千夏 役
- 大河ドラマ「いだてん〜東京オリムピック噺〜」第3話（2019年、NHK）- 美彌子風 役
- メゾン・ド・ポリス（2019年、TBSテレビ）
- G線上のあなたと私（2019年、TBSテレビ）
- 危険なビーナス（2020年、TBSテレビ）- 第5話・関川 役
- 全裸監督 season2（2021年、Netflix）
- NUMA　イヤードラマ「2番目でもいいの」（脚本・監督：藤吉みわ） - タカコ 役
- あなたがしてくれなくても 第6話（2023年、フジテレビ） - 花屋店員 役

### テレビバラエティ
- 全力坂（2017年6月、テレビ朝日）[21][22]
- AbemaPrime（2018年５月１日、AbemaTV）
- サンデージャポン（2018年5月16日、TBSテレビ）
- ノンストップ!（2018年5月13日、フジテレビ）
- 土曜☆ブレイク「なぜここに！世界！銅像になったニッポン人」（2018年8月25日、TBSテレビ）

- 逆襲のビリーちゃん　～最下位に学ぶ人生の歩き方～（2019年2月18日、テレビ東京）[23] - MC
- もえスポ（2020年10月 - 2022年3月27日、東日本放送）- アシスタント

### 舞台
- アリスインプロジェクト「バックイン・ミレニアム[2]」時組（2017年8月9日 - 16日、新宿村LIVE） - 細田有香 役
- TOKYO PLAYERS COLLECTION「IN HER TWENTIES 2020」（脚本・構成・演出：上野友之（劇団競泳水着）、企画：榊菜津美（アマヤドリ）、2020年9月2日 - 7日、シアター風姿花伝）
- 立ち呑みパラダイス～昭和45年天満商店街～（作・演出：山内勉、2021年7月15日～7月19日、池袋シアターグリーンBox in Box THEATER） - ヒロイン・鈴木光子役
- リーディングライブ「ドラキュラバー」（作・演出：山内勉2021年10月26日～10月31日、萬劇場） - ヒロイン・ユキ役

### 広告
- 渡辺高等学院（2014年）- WebCM[24]、パンフレット
- 東進ハイスクール（2014年）- WebCM
- キットカット（2015年）- WebCM
- ポカリスエット「Jump」篇（2015年）- TVCM
- カルピスウォーター（2017年）- TVCM
  - 「全力で少年」編[25][26]
  - 「君と夏の終わり」編[27][28]
- モスバーガー（2017年）- TVCM[29]
- 講談社「マガポケ」（2018年） - TVCM[30]
- ピザハット（2019年～) - TVCM
- UCC上島珈琲「BEANS&ROASTERS」（2019年）- WebCM
- セキスイハイムシリーズ （2020年～2021年５月）- TVCM  （2020年～2021年５月）
- 久光製薬「ブテナロックVa」（2021年）- TVCM
- 東北 Honda Cars（2021年〜 ）[31]

### その他
- カフェクレープイメージガール（2013年）
- 原宿ミスコン（2013年）グランプリ
- ミスマガジン2018 ベスト16[7]

### WEB
- DREAM NOTE（バスケットボールウインターカッププロモーションドラマ企画、2017年、GYAO!）- ヒロイン・咲良役[32]